# Папужець острівний
Папужець острівний (Psittacula eques) — вид птахів родини Psittaculidae. Ендемік Маврикію.

## Поширення
Вид зберігся на південному заході Маврикію, і вимер в історичний час на Реюньйоні. Вид історично був поширений на всьому острові Маврикій, у 19 столітті популяція виду стала різко зменшуватися. У 1980-х роках залишилося лише 20 птахів. Відтоді інтенсивні зусилля щодо збереження сприяли постійному відновленню виду. Популяція зросла з 32 особин у 1996 році до приблизно 750 птахів у 2019 році.

## Зовнішній вигляд
Загалом вид схожий на свого найближчого родича папугу Крамера, за винятком того, що маврикійський вид кремезніший і має значно коротший хвіст, а його оперення має більш інтенсивний смарагдово-зелений відтінок. Самиці не мають коміра біля основи голови як у самців, чорного переду та червоного з боків, і мають повністю чорний дзьоб, що також відрізняє їх від самців, які мають червону верхню щелепу.